# سیارک ۱۸۸۹
سیارک ۱۸۸۹ (به انگلیسی: 1889 Pakhmutova، نامگذاری:1968BE) هزار و هشتصد و هشتاد و نهمین سیارک کشف شده‌است که در ۲۴ ژانویه ۱۹۶۸ کشف شد.
قدر مطلق سیارک برابر ۱۰٫۸۰ است.